# Frequenzmultiplexverfahren
Frequenzmultiplexverfahren (engl. frequency-division multiplexing, FDM oder frequency-division multiple access, FDMA) ist ein nachrichtentechnisches  Multiplexverfahren, mit dem gleichzeitig mehrere Signale auf mehrere Träger verteilt übertragen werden können. Die Träger sind mehreren unterschiedlichen Frequenzen zugeordnet, weswegen auch der Begriff Frequenzmultiplex verwendet wird. Es gibt noch eine Vielzahl anderer Multiplexverfahren. Beispielsweise werden mit Zeitmultiplex Signale zeitlich verschachtelt auf einem Träger übertragen.
In Gebrauch ist heute für die Übertragung digitaler Signale meistens Orthogonal Frequency Division Multiplex (OFDM) als eine spezielle Implementierung des FDM, welches mehrere orthogonale Trägersignale einer digitalen Datenübertragung verwendet, in der das Übersprechen zwischen den gemultiplexten Signalen minimiert wird.
Anfänglich waren die Implementierungen des FDM teuer, weil für jeden Trägerkanal ein eigener Modulator verwendet werden musste. Heute können FDM-Signale mit schnellen Signalprozessoren digital erzeugt und verarbeitet werden, deren Kosten so niedrig sind, dass dieses Modulationsverfahren mit ebenfalls in den Signalprozessoren integrierten Fehlerkorrekturverfahren und Protokollsteuerungen in Massenprodukten eingesetzt werden kann. DSL-Modems sind ein Beispiel für solche Produkte, es gibt aber auch andere Anwendungen wie z. B. dPMR.